# Stazione di Odaiba-Kaihinkōen
La Stazione di Odaiba-Kaihinkōen (お台場海浜公園駅?, Odaiba-Kaihinkōen-eki) è una stazione ferroviaria di Tokyo, si trova sull'isola di Odaiba nel quartiere di Minato e serve il people mover Yurikamome.

## Linee

### People Mover
- Yurikamome